# Athletic 220 FC
Athletic 220 FC (tiếng Mông Cổ: Атлетик 220) là một câu lạc bộ bóng đá đến từ thủ đô Ulaanbaatar của Mông Cổ hiện đang chơi ở giải Ngoại hạng Mông Cổ. Câu lạc bộ được thành lập vào năm 2016  và được thăng hạng lên giải Ngoại hạng Mông Cổ sau khi trở thành á quân tại Giải hạng 1 Mông Cổ cùng năm. Huấn luyện viên trưởng hiện tại là Purevsukh Mönkhbat.

## Thành tích tại sân chơi châu lục
| Giải đấu  | Trận đấu | Thắng | Hòa | Bại | BT | BB | Điểm |
| --------- | -------- | ----- | --- | --- | -- | -- | ---- |
| Cúp AFC   | 4        | 0     | 0   | 4   | 2  | 11 | 0    |
| Tổng cộng | 4        | 0     | 0   | 4   | 2  | 11 | 0    |

| Mùa giải | Giải đấu | Vòng          | Câu lạc bộ    | Sân nhà | Sân khách | Tổng tỷ số |
| -------- | -------- | ------------- | ------------- | ------- | --------- | ---------- |
| 2021     | Cúp AFC  | Bảng J        |               |         |           |            |
| 2021     | Cúp AFC  | Bảng J        | Thép Đài Loan | 0–3     | 0–3       | Thứ 4      |
| 2021     | Cúp AFC  | Bảng J        | Đông Phương   | 0–1     | 0–1       | Thứ 4      |
| 2021     | Cúp AFC  | Bảng J        | Lee Man       | 1–5     | 1–5       | Thứ 4      |
| 2022     | Cúp AFC  | Vòng play-off | Lee Man       | 1–2     | 1–2       |            |

## Đội hình hiện tại
Tính đến 16 tháng 7 năm 2022
Ghi chú: Quốc kỳ chỉ đội tuyển quốc gia được xác định rõ trong điều lệ tư cách FIFA. Các cầu thủ có thể giữ hơn một quốc tịch ngoài FIFA.
| Số | VT | Quốc gia | Cầu thủ                 |
| -- | -- | -------- | ----------------------- |
| 1  | TM | Mông Cổ  | Mönkh-Erdene Enkhtaivan |
| 2  | HV | Mông Cổ  | Enkhzorig Khench-Yakhav |
| 3  | HV | Nhật Bản | Yoshimitsu Yamamoto     |
| 4  | HV | Mông Cổ  | Andrey Petrov           |
| 5  | HV | Mông Cổ  | Bat-Erdene Chinzorig    |
| 6  | TV | Mông Cổ  | Gerelbayar Yondonjamts  |
| 7  | TV | Mông Cổ  | Otgonbayar Khantenger   |
| 8  | TV | Mông Cổ  | Javkhlan Bagachoimbo    |
| 9  | TĐ | Mông Cổ  | Enkhbileg Pürevdorj     |
| 11 | TV | Mông Cổ  | Temuujin Altansukh      |
| 12 | TV | Mông Cổ  | Ulzii-Od Baatar         |

| Số | VT | Quốc gia | Cầu thủ                |
| -- | -- | -------- | ---------------------- |
| 13 | TM | Mông Cổ  | Temuujin Batdorj       |
| 15 | HV | Nhật Bản | Tsutomu Hasegawa       |
| 16 | TĐ | Mông Cổ  | Enkhtulga Bat-Urnukh   |
| 17 | TV | Mông Cổ  | Unenkhuu Gantumur      |
| 19 | TV | Mông Cổ  | Buyant Munkhbat        |
| 21 | TV | Mông Cổ  | Amarzaya Erdembileg    |
| 22 | TV | Mông Cổ  | Yesu-Ochir Odmandakh   |
| 23 | HV | Mông Cổ  | Enkh-Orgil Otgonbaatar |
| 24 | TV | Mông Cổ  | Bulgantamir Gantulga   |
| 30 | TM | Mông Cổ  | Gantulga Tulgabaya     |
| 92 | TĐ | Nhật Bản | Ken Murayama           |